# Йыгева (волость, 2017)
Йы́гева (эст. Jõgeva vald) — волость в Эстонии в составе уезда Йыгевамаа. Образована в 2017 году. Административный центр — город Йыгева.

## География

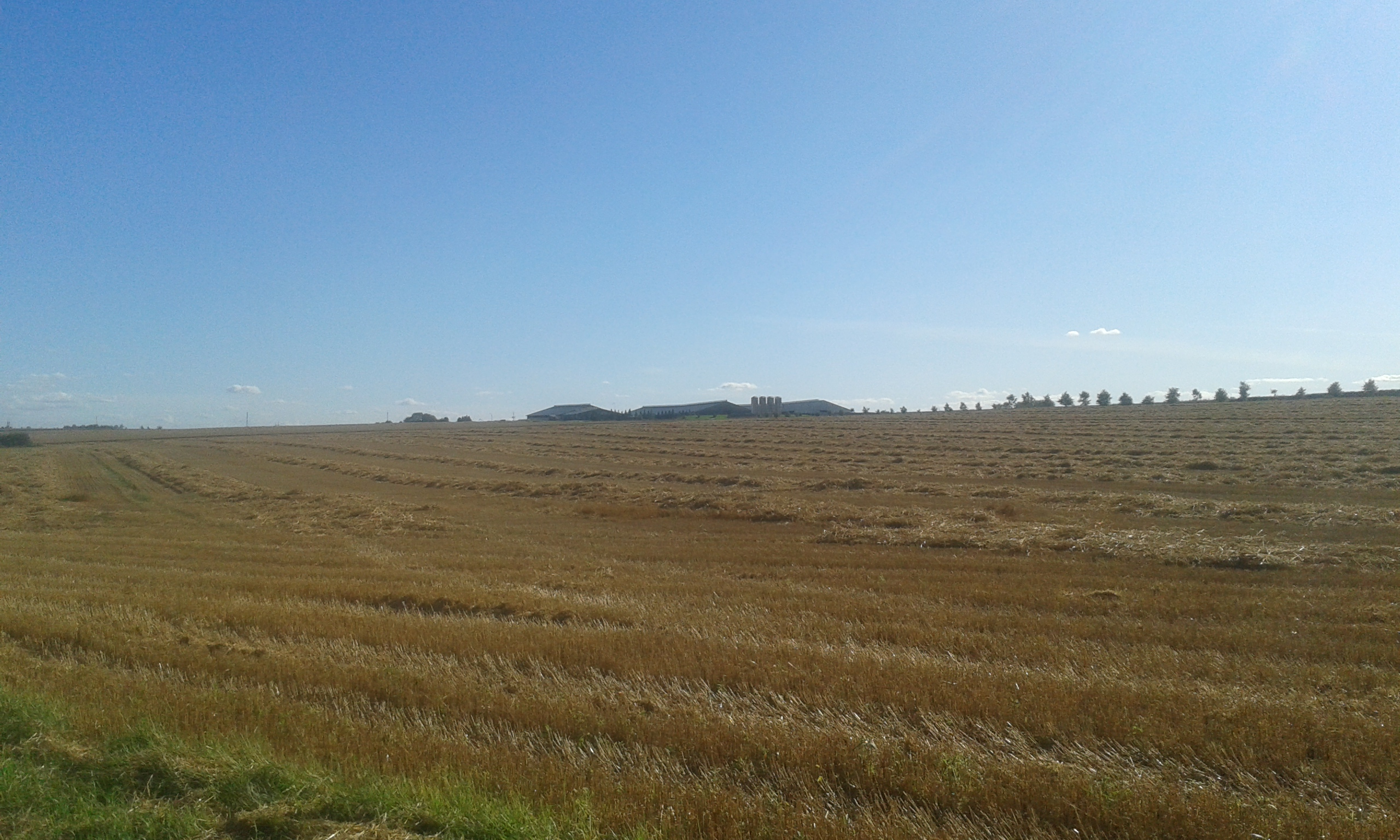
Пейзаж у посёлка Садала

Расположена в центральной части Эстонии. Площадь волости — 1039,67 км², плотность населения на 1 января 2024 годы составила 12,5 чел/км².
Волость Йыгева окружают волости Тарту, Пылтсамаа, Ярва, Вяйке-Маарья, Винни и Муствеэ.
Природная среда волости очень разнообразна. Характерной формой земной поверхности являются друмлины. Самый высокий друмлин — Лайузе, его высота над уровнем моря составляет 144 метра. На территории волости находятся 2 заповедника: Эндла и Мусталлика, которые относятся к природоохранной сети «Натура 2000», и природный парк Вооремаа.
Крупнейшие реки волости: Педья, Амме, Куллавере и Лаэва. Крупнейшие водоёмы: озёра Эндла, Куремаа, Пиккъярв, Просса и Кивиярв. Полезные ископаемые: торф, строительный песок, гравий и плитняк.

## История
Волость Йыгева образована 24 октября 2017 года в результате административно-территориальной реформы путём слияния волостей Йыгева, Паламузе, Торма, города Йыгева, а также деревни Кааве упразднённой волости Паюзи и деревень Йыуне, Хярьянурме, Пёэра и Садукюла упразднённой волости Пуурмани. Административный центр волости — город Йыгева.
Историческое русское название волости Йыгева во времена Российской империи — Егеваская волость.

## Символика
Герб: на щите синего цвета серебряный зубчатый оголовок и серебряная шестиконечная снежинка, концы лучей которой имеют форму клеверного листа.

Флаг: на синем прямоугольном полотнище белая снежинка и со стороны древка белый зубчатый брус.

Зубчатый брус символизирует расположенный в волости Йыгева замок Лайс (Лауйзе), как важную крепость своего времени, воздвигнутую для защиты от врагов у дороги, ведущей в Россию. Снежинка символизирует город Йыгева как «столицу холода» Эстонии, где в 1940 году была зафиксирована рекордно низкая для страны температура воздуха минус 43,5 градуса. Концы лучей снежинки отсылают к изображению клеверного листа на гербах города Йыгева и упразднённых волостей Паламузе и Торма. Синий цвет символизирует расположенные на территории волости озёра Вооремаа.
Автор символики — Марью Поттисепп (Marju Pottisepp). Утверждена 14 декабря 2017 года.

## Населённые пункты
В составе волости один город, 7 посёлков и 89 деревень.

Город: Йыгева.

Посёлки: Йыгева, Куремаа, Лайузе, Паламузе, Садала, Сиймусти, Торма.

Деревни: Алавере, Вайату, Вайдавере, Ваймаствере, Ванавялья, Вана-Йыгева, Ванамыйза, Варбевере, Вилина, Вирувере, Висусти, Выдувере, Выйдивере, Выйквере, Вягева, Вяльяотса, Хярьянурме, Имуквере, Иравере, Йыуне, Каарепере, Кааве, Каэра, Кайавере, Канткюла, Кассинурме, Кассивере, Кауде, Кивиярве, Кивимяэ, Кодисмаа, Коймула, Кудина, Куриста, Кынну, Кыола, Кярде, Лайузевялья, Леэди, Лемувере, Лийвоя, Лийкатку, Лиластвере, Лууа, Лыпе, Мооритса, Муллавере, Мыйзамаа, Нава, Нядувере, Оокатку, Оти, Падувере, Пайнкюла, Пакасте, Палупере, Патъяла, Педья, Пиккъярве, Прааклима, Пёэра, Раадивере, Раадувере, Рассику, Рахивере, Реаствере, Ронивере, Рохе, Ряэбисе, Садукюла, Селли, Соомевере, Судисте, Сювалепа, Сятсувере, Теалама, Тейлма, Тоома, Тоовере, Туймыйза, Тыйквере, Тяхквере, Ыуна, Энккюла, Эллаквере, Эндла, Эхавере, Ээриквере, Ярвепера.

## Демография по данным Регистра народонаселения
По данным Регистра народонаселения, который ведёт Министерство внутренних дел Эстонии, по состоянию на 1 января 2018 года в волости насчитывалось 13 889 жителей из них 7169 (51,62 %) и 6720 мужчин (48,38 %). Самые крупные деревни волости: Ваймаствере (258 чел.), Каарепере (248), Куриста (228) и Лууа (267). Самые малонаселённые: Кассивере (4) и Ронивере (8).
Численность населения волости в последние годы уменьшилась; за период 2013—2017 годов это снижение составило 994 жителей (6,7 %). Такая же ситуация наблюдается во всём уезде Йыгевамаа, где за то же время снижение числа жителей составило 3353 человек (10,2 %). Наряду с этим наблюдается большой удельный вес пожилых людей в общей численности населения волости. Рождаемость в регионе низкая; доля детей в возрасте до 6 лет включительно составляет только 6 %. Согласно прогнозам Департамента статистики Эстонии, уменьшение числа жителей волости продолжится. В связи с нехваткой рабочих рук местные предприниматели привлекают иностранную рабочую силу, и возникает проблема их интеграции в эстонское общество.

## Данные Департамента статистики
Данные Департамента статистики Эстонии о волости Йыгева:

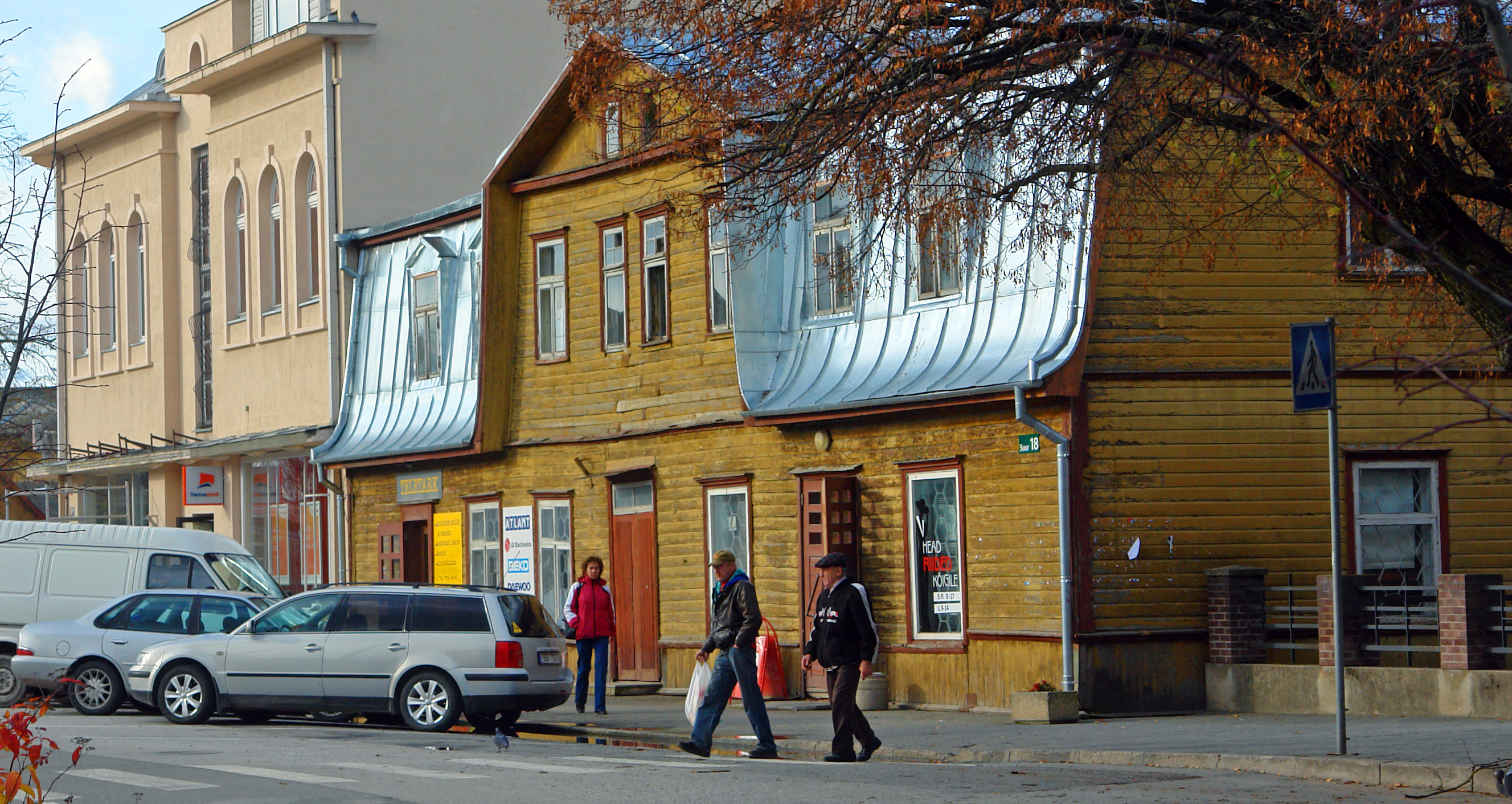
Город Йыгева

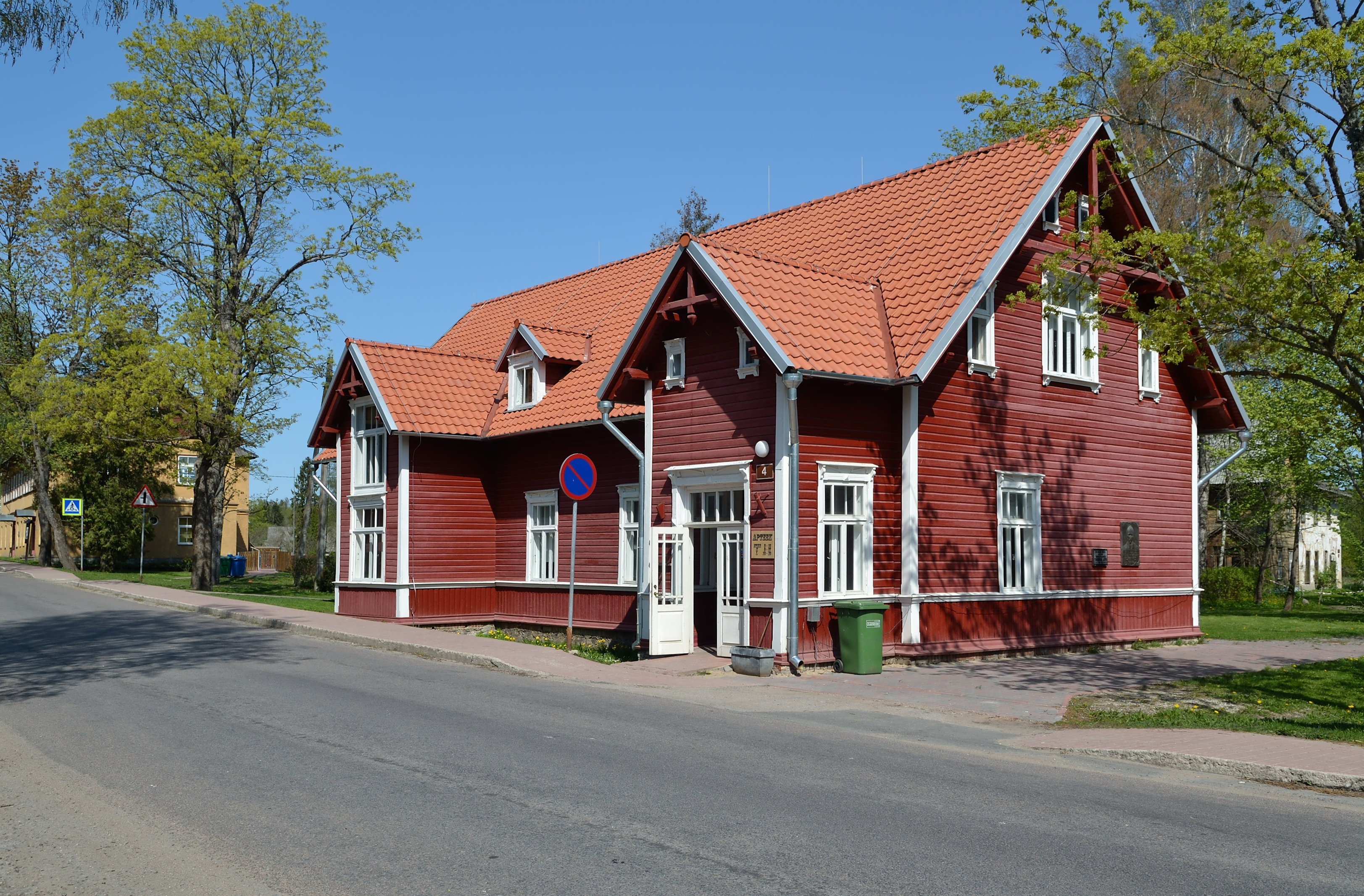
Посёлок Паламузе

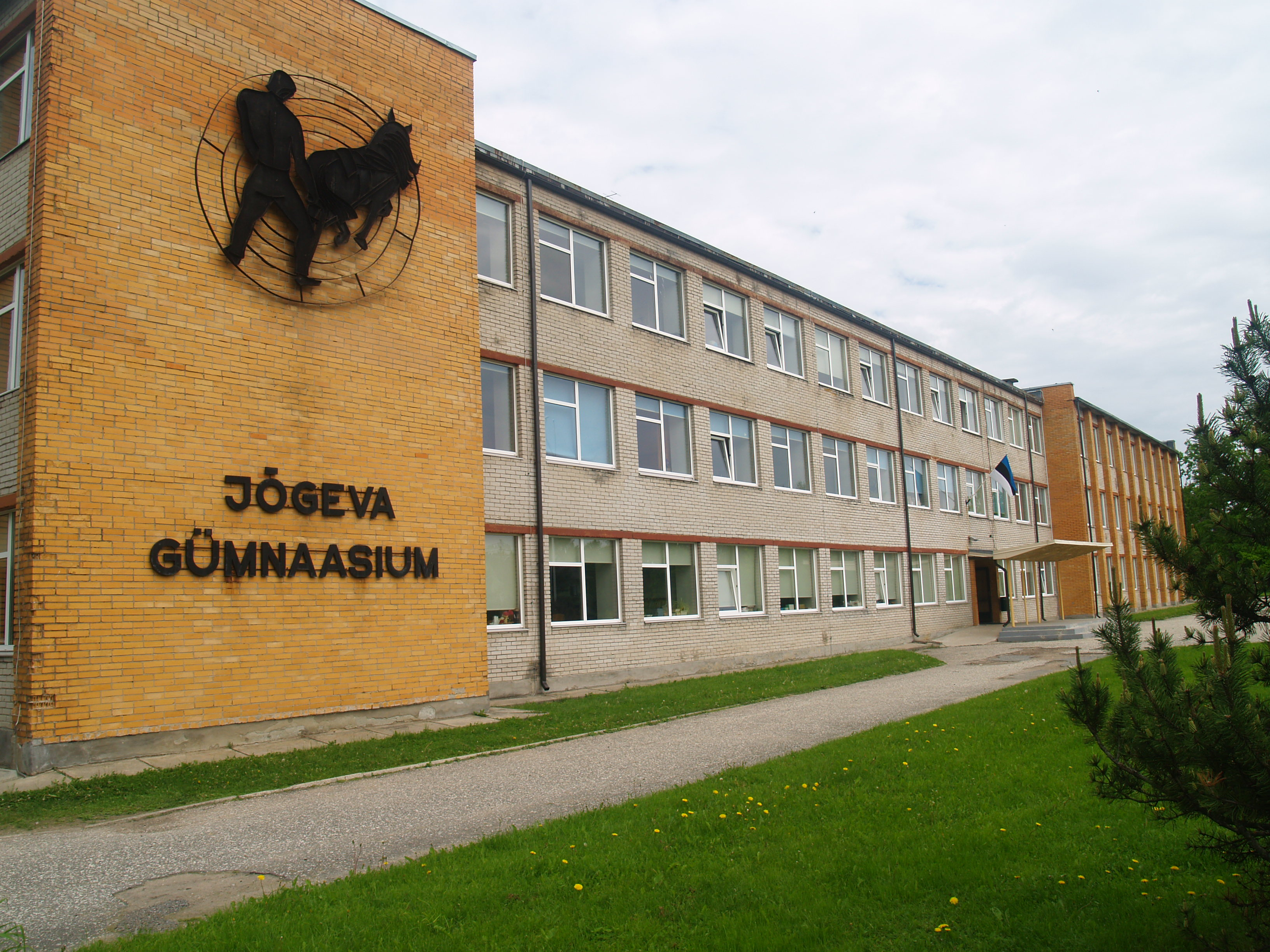
Гимназия Йыгева

Число жителей на 1 января каждого года:
| Год  | 2016   | 2017     | 2018     | 2019     | 2020     | 2021     | 2022     | 2023     | 2024     |
| ---- | ------ | -------- | -------- | -------- | -------- | -------- | -------- | -------- | -------- |
| Чел. | 14 108 | ↘ 13 859 | ↘ 13 679 | ↘ 13 513 | ↘ 13 407 | ↘ 13 262 | ↘ 13 185 | ↘ 13 122 | ↘ 12 969 |

Число рождений (живорождённых):
| Год  | 2015 | 2016  | 2017  | 2018  | 2019  | 2020  | 2021  | 2022  | 2023  |
| ---- | ---- | ----- | ----- | ----- | ----- | ----- | ----- | ----- | ----- |
| Чел. | 134  | ↘ 126 | ↘ 115 | ↗ 120 | ↗ 128 | ↘ 114 | ↗ 154 | ↘ 123 | ↘ 107 |

Число умерших:
| Год  | 2015 | 2016  | 2017  | 2018  | 2019  | 2020  | 2021  | 2022  | 2023  |
| ---- | ---- | ----- | ----- | ----- | ----- | ----- | ----- | ----- | ----- |
| Чел. | 169  | ↗ 201 | ↘ 196 | ↗ 216 | ↘ 185 | ↘ 178 | ↗ 229 | ↘ 218 | ↘ 214 |

Сальдо миграции:
| Год  | 2016 | 2017 | 2018 | 2019 |
| ---- | ---- | ---- | ---- | ---- |
| Чел. | –189 | –83  | –70  | –51  |

Зарегистрированные безработные:
| Год  | 2016 | 2017 | 2018 | 2019 | 2020 | 2021 | 2022 | 2023 |
| ---- | ---- | ---- | ---- | ---- | ---- | ---- | ---- | ---- |
| Чел. | 257  | 264  | 265  | 231  | 260  | 330  | 288  | 406  |

*2016—2019 годы — среднегодовое число, с 2020 года — на 1 января.
Средняя брутто-зарплата работника:
| Год  | 2016 | 2017  | 2018   | 2019   | 2020   | 2021   | 2022   |
| ---- | ---- | ----- | ------ | ------ | ------ | ------ | ------ |
| Евро | 940  | ↗ 998 | ↗ 1073 | ↗ 1128 | ↗ 1195 | ↗ 1264 | ↗ 1376 |

В 2019 году волость Йыгева занимала 60 место по величине средней брутто-зарплаты среди 79 муниципалитетов Эстонии.
Число учеников в школах:
| Год  | 2015 | 2016   | 2017   | 2018   | 2019   | 2020   | 2021   | 2022   | 2023   | 2024   |
| ---- | ---- | ------ | ------ | ------ | ------ | ------ | ------ | ------ | ------ | ------ |
| Чел. | 1595 | ↘ 1539 | ↗ 1549 | ↘ 1544 | ↘ 1502 | ↗ 1509 | ↘ 1472 | ↗ 1495 | ↘ 1488 | ↘ 1446 |

## Инфраструктура

### Образование
По состоянию на 2018 год в волости было 11 детских садов, из них более половины работает при школах. Детские сады посещали 616 детей. Работало 9 муниципальных общеобразовательных школ. Для детей с особыми потребностями предназначена школа Кийгеметса, профессиональное образование предлагает Школа лесного хозяйства Лууа.
В городе Йыгева работает 2 муниципальные школы по интересам: музыкальная и художественная. В 2018 году в музыкальной школе насчитывалось 178 учеников, в художественной — 80, в ней также предлагается обучение для взрослых, учёба длится 5 лет. В Паламузе работает частная Песенная студия, где можно обучаться пению соло, игре на гитаре, барабанах и фортепьяно.

### Медицина и социальное обеспечение
Медицинскую помощь первого уровня предоставляют 10 семейных врачей. Больница города Йыгева оказывает услуги врачей-специалистов, частных врачей, обследования здоровья, стационарное лечение и услугу реабилитации. Зубоврачебные кабинеты работают в городе Йыгева и в посёлках Паламузе и Торма. В волости есть 6 аптек.
Социальные услуги предлагают Социальный дом города Йыгева, Социальный центр «Элукаар», Детский центр «Метсатареке» в посёлке Сиймусти, Социальный центр волости Торма. Муниципальные социальные квартиры для малообеспеченных жителей волости есть в Каарепере, Паламузе, Тыйквере, Торма, Кярде, городе Йыгева. При школе Ваймаствере работает интернат для детей из малообеспеченных и проблемных семей.

### Культура, досуг и спорт
В волости работают 11 библиотек. Функции народных домов исполняют следующие учреждения: Народный дом Вайату, Народный дом Садала, Народный дом Торма, Центр туризма и развития Куремаа, Народный дом Садукюла, Народный дом Паламузе и Каарепере «Паламузе Культуур» и Культурный центр Йыгева. Работают Спортшкола волости Йыгева, танцевальная школа «JJ-Street», танцевальная школа «K-Tanstukool» и танцевальная студия «Cestants». В посёлке Куремаа есть спортивная школа, где проводятся тренировки по волейболу (в 2018 году занимались 38 детей) и плаванию (129 детей). Летом формируются отряды дружины школьников; в частности, в 2020 году было 4 отряда: «Лууа» (работы по прополке в Школе лесного хозяйства), «Алтрая» (уборка кустарника, посадка саженцев, садовые работы), «Куремаа» (уборка в замке Куремаа, в мызном парке и на пляже) и «Торма» (помощь в переезде библиотеки посёлка Торма в другие помещения).
1 февраля 2018 года начал работу муниципальный Молодёжный центр волости Йыгева, целью которого является создание безопасной и дружелюбной среды для поддержки молодёжного творчества и идентичности, обеспечение молодёжи возможностью организовывать свой досуг и проявлять общественную активность. Учреждение имеет 9 региональных подразделений. В волости избирается Молодёжный совет, целью которого являются выяснение взглядов молодёжи волости на жизнь волости, представление интересов молодёжи на муниципальном уровне, организация волостных молодёжных мероприятий и реализация инициативных проектов молодёжи.

### Транспорт
По состоянию на 2018 год по территории волости проходит 65 различных государственных шоссе общей протяжённостью 366 км, из которых дороги с твёрдым покрытием составляют 186 км, щебёночные дороги — 180 км. Общая протяжённость дорог, находящихся в ведении волости, составляет 394 км, из которых 212 км — щебёночные дороги. В волости работают 4 железнодорожные станции: Вягева, Педья, Йыгева и Каарепере. Поезда предприятия Elron проходят через вокзал города Йыгева по маршруту Таллин—Тапа—Тарту 9 раз в день.

### Жилая среда
По состоянию на 2018 год центральным водоснабжением и канализацией были обеспечены город Йыгева, частично посёлки и 27 деревень. Сети центрального отопления имелись в городе Йыгева, посёлке Паламузе и деревне Каарепере.
В волости за период 2013—2017 годов не было построено ни одного нового многоквартирного дома. Бо́льшая часть жилых домов построена в 1970—1980-х годах. Безопасность в волости обеспечивают отделение полиции в городе Йыгева и Йыгеваская спасательная команда Южного спасательного центра. В Паламузе есть добровольная пожарная дружина. В волости действует 2 подразделения Союза обороны Эстонии и 4 отделения Женского союза обороны. В Куремаа есть Добровольное общество спасения на озёрах. Камерами видеонаблюдения оснащены центр города Йыгева, частично посёлок Паламузе и некоторые волостные учреждения.

## Экономика
В волости нет крупных и загрязняющих окружающую среду предприятий. Бо́льшая часть предприятий занимается сельскохозяйственной деятельностью, затем следует торговля, деревообработка и строительство.
Крупнейшие работодатели волости по состоянию на 30 июня 2020 года:

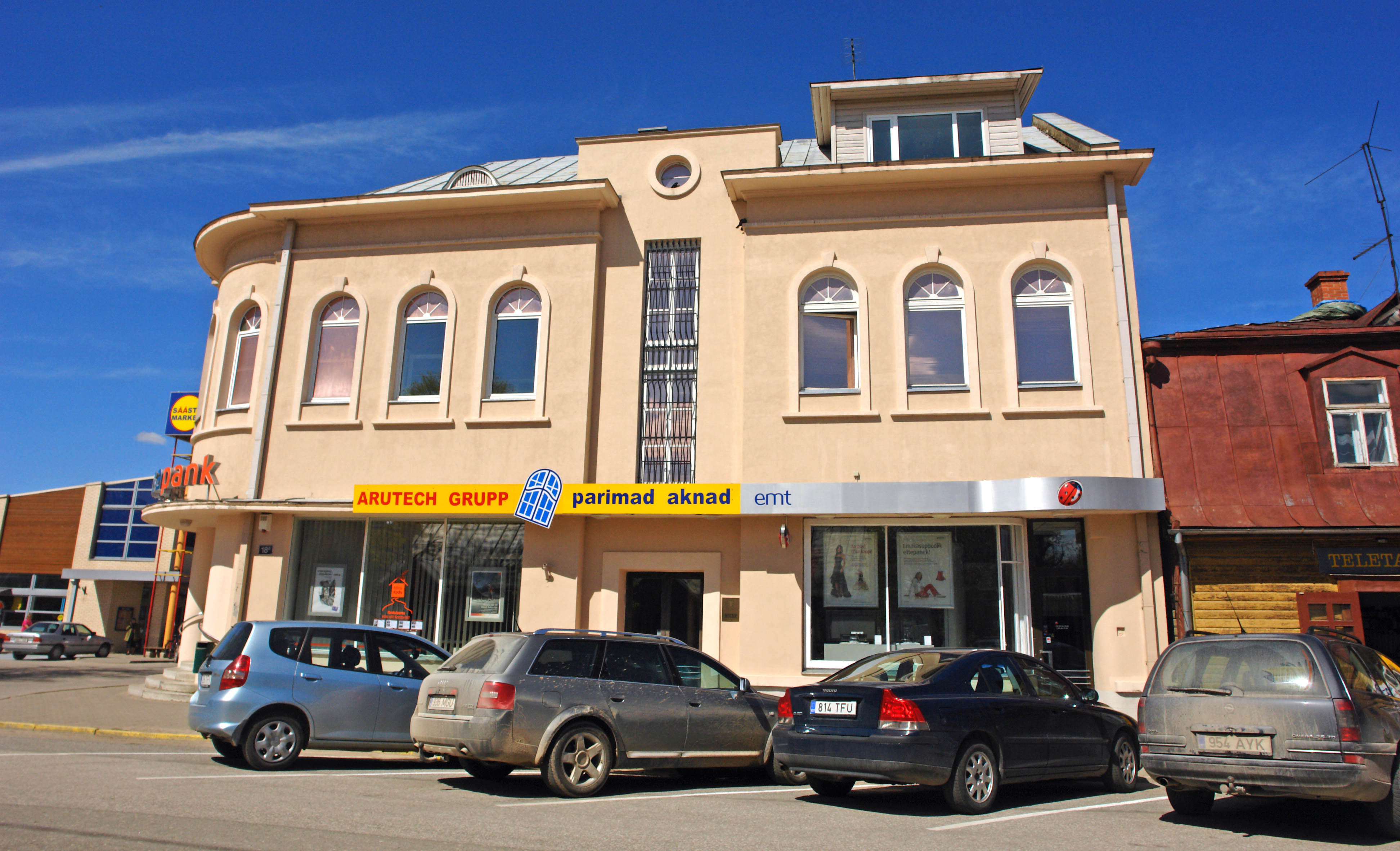
Офисное здание в городе Йыгева

| Предприятие/организация  | Вид деятельности                                                                       | Численность работников |
| ------------------------ | -------------------------------------------------------------------------------------- | ---------------------- |
| Jõgeva Majandusühistu    | Розничная торговля в неспециализированных магазинах преимущественно продуктами питания | 218                    |
| Jõgeva Haigla AS         | Больница                                                                               | 206                    |
| Jõgeva Vallavalitsus     | Волостная управа; орган государственного управления                                    | 130                    |
| Luua Metsanduskool       | Профессиональное учебное заведение (школа лесного хозяйства)                           | 118                    |
| MO-Puit Jõgeva AS        | Лесопильное производство                                                               | 81                     |
| Valmeco AS               | Производство складных деревянных строений и их элементов                               | 80                     |
| Jõgeva Põhikool          | Основная школа                                                                         | 74                     |
| Softcom OÜ               | Производство мебели                                                                    | 73                     |
| Laiuse Põllumajanduse OÜ | Разведение молочных пород скота                                                        | 61                     |

## Достопримечательности
Памятники культуры:
- мыза Ензель (Куремаа)

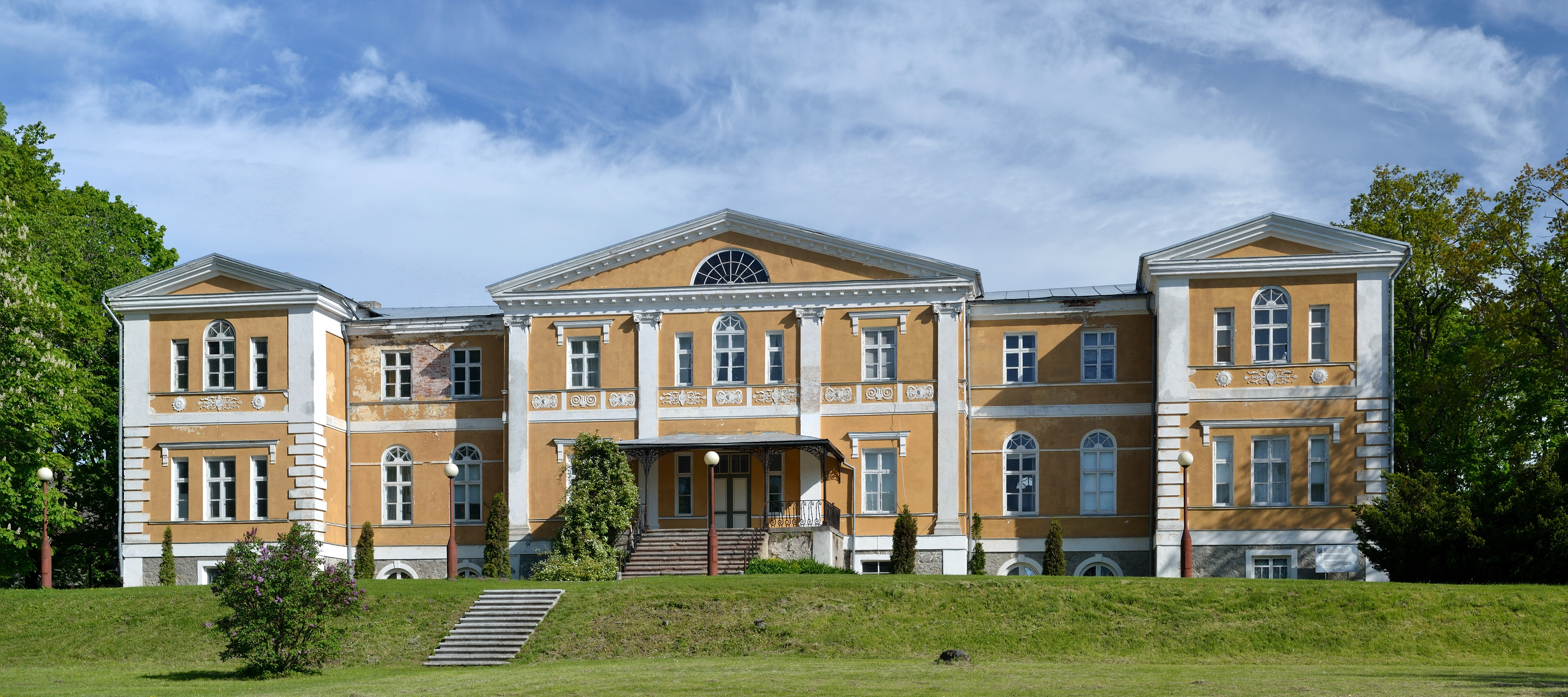
Главное здание мызы Ензель (Куремаа)

Представительное главное здание мызы (замок Куремаа) в стиле позднего классицизма возведено в 1836—1843 годах (архитектор Эмиль Юлиус Штраус (Emil Julius Strauss)). После национализации мызы в результате земельной реформы 1919 года здесь была открыта скотоводческая школа. После сильного пожара в 1986 году главное здание было восстановлено в прежнем виде, внутренние помещения частично отреставрированы. В настоящее время помещения замка Куремаа используются для проведения конференций, концертов и праздничных мероприятий;
- мыза Кудинг (Кудина)

Первые сведения о деревне Кудина относятся к 1600 году. Главное здание мызы в стиле историзма высотой в полтора этажа построено в основном из красного кирпича с чистым швом. После национализации на мызе работали разные школы, в настоящее время главное здание находится в частной собственности;
- мыза Луденгоф (Лууа)

Самые первые сведения о мызе относятся к 1519 году. В 1736 году вместо старого главного здания был построен особняк в стиле барокко, во второй половине 19-го столетия к нему добавлена боковая пристройка, в 1950-х годах возведён второй этаж. На мызе располагается Школа лесного хозяйства Лууа;

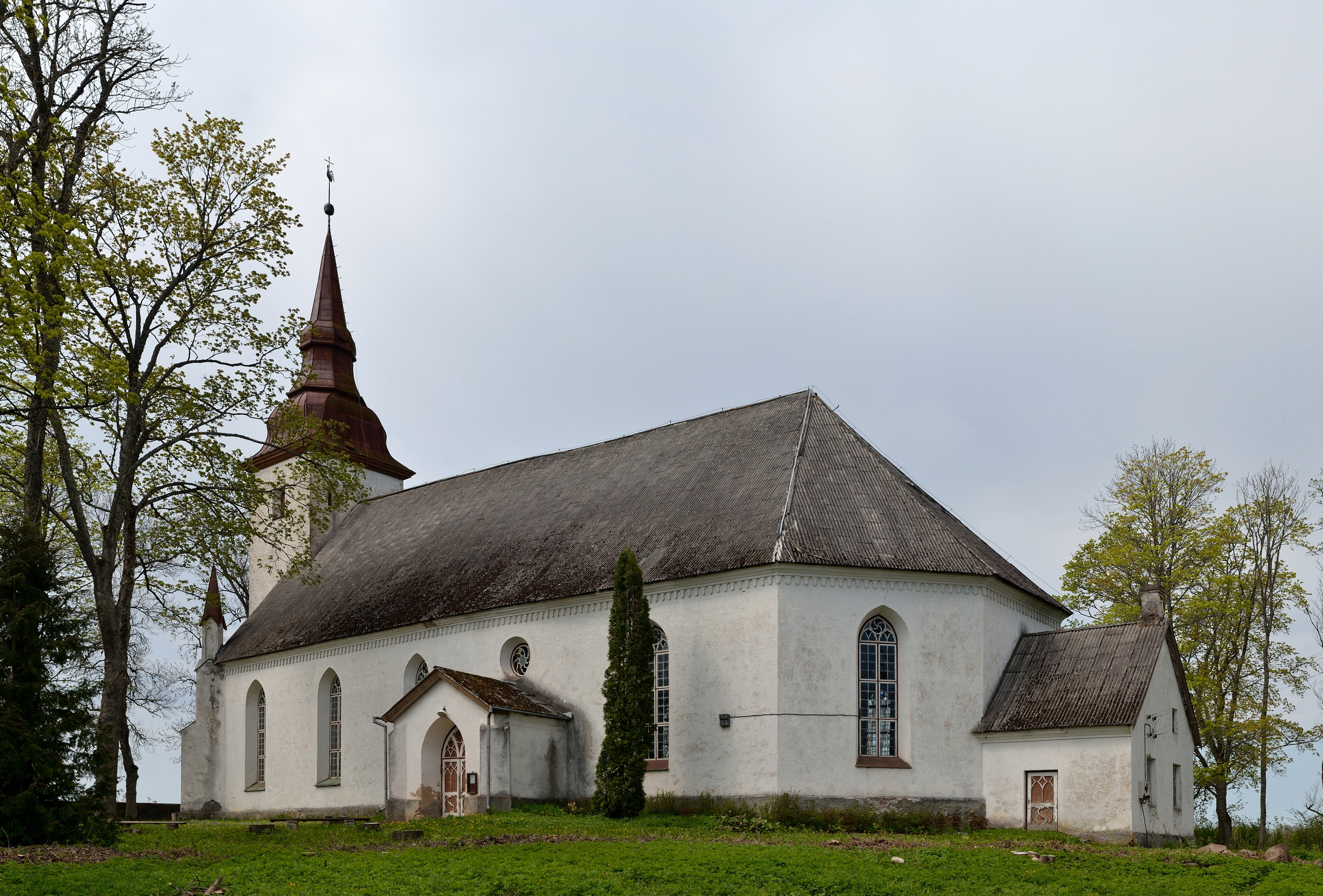
Церковь Торма

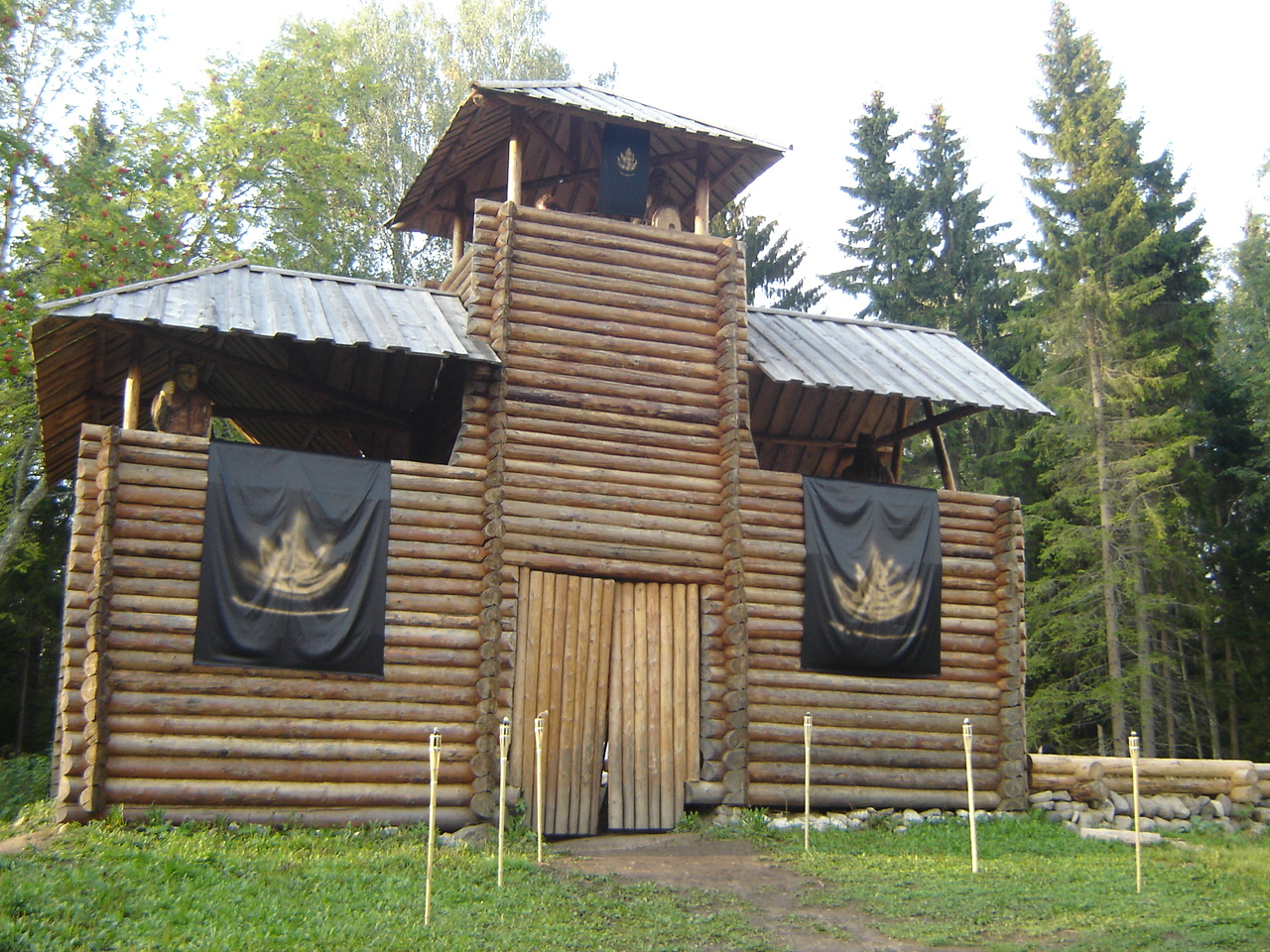
Фрагмент городища Кассинурме

- лютеранская церковь Девы Марии в деревне Ванамыйза (церковь Торма)

Одна из немногочисленных сохранившихся в Эстонии деревенских церквей XVIII века; сакральное сооружение в стиле позднего барокко с необычным планом в виде трапеции. Завершённая церковь была освящена в 1767 году, в 1868 году у неё появились псевдоготические дополнения;
- церковь святого Варфоломея в Паламузе

Одна из старейших центров Тартуского епископства, первые сведения о ней относятся к XIII веку. В середине XVII века пострадала в ходе русско-шведской войны, восстановлена с дополнениями (конец XIX века — архитектор Рейнхольд Гулеке, 1920-е годы — архитектор Эрнст Кюнерт).
- лютеранская церковь Святого Георгия в Лайузе

Впервые упоминается в 1319 году. Была разрушена во время Ливонской, польско-шведской и Северной войн, затем восстановлена. Трёхнефная церковь, первоначально не имевшая башни, построена из местного плитняка, углы выполнены из выразительных плитняковых квадров. Башня, разрушенная во время Второй мировой войны, была восстановлена в 1970 году; церковь отреставрирована в 2000—2001 годах;
- городище Кассинурме и священная роща

Древнее поселение Кассинурме возникло около 7 тысяч лет назад, городище было основано 2 тысячи лет назад. Священное место было обнаружено при строительстве деревни Касинурме и является одним из древнейших святых мест в Эстонии. Восстановлен фрагмент древнего городища;
- Домик мира Кярде

1 июля 1661 года на мызе Кярде был заключён мирный договор между Русским царством и Швецией, который завершил русско-шведскую войну. В деревне Кярде находится Домик мира, где, согласно народным поверьям, велись мирные переговоры.
Другие достопримечательности:
- Йыгеваский музей
Выставлена экспозиция исторических предметов, в основном связанных с историей Йыгеваского уезда. Особый интерес представляет коллекция оружия, использовавшегося во времена Второй мировой войны;
- приходская школа-музей Оскара Лутса в Паламузе
Историческое здание приходской школы открыто для посетителей в полном объёме таким, каким его можно было увидеть в 1895 году. Здесь есть классная комната, знакомая зрителям по фильму «Весна». Постоянная экспозиция в главном доме показывает историю эстонских приходских школ через повесть «Весна», знакомит с созданием фильма «Весна» и его влиянием на культуру Эстонии;
- Студия стекла «Jerjomin Glass Studio»
Творческая мастерская по изготовлению различных декоративных предметов в технике плавления стекла. Предлагает групповые занятия, на которых можно самостоятельно изготовить стеклянное украшение, витраж, рамку для фотографии и другие работы.

## Известные личности
- Йоганн фон Шварценберг (1717—1779), эстонский священник и учитель в Маарьюском приходе волости Торма[эст.], критик феодализма;
- Георг Юлиус фон Шульц (1808—1875), российский учёный-медик и литератор, детские годы провёл в волости Торма;
- Адам Якобсон[эст.] (1817—1857), эстонский хоровой дирижёр и просветитель, отец Карла Роберта Якобсона;
- Карл Робер Якобсон (1841—1882), эстонский писатель, публицист и просветитель; годы юности провёл в волости Торма;
- Якоб Пярн[эст.] (1843—1916), эстонский писатель и педагог, участник эстонского национального движения;
- Эдуард Магнус Якобсон (1847—1903), художник, основатель эстонского искусства иллюстрирования книг; родился в волости Торма;
- Леопольд Хансен (1879—1964), народный артист Эстонской ССР, родился в волости Лайузе[эст.];
- Пауль Аристэ (1905—1990), лингвист и этнограф; родился в волости Торма;
- Валдо Пант (1928—1976), известный эстонский теле-радиожурналист; родился в волости Валгъярве[эст.].

## Галерея

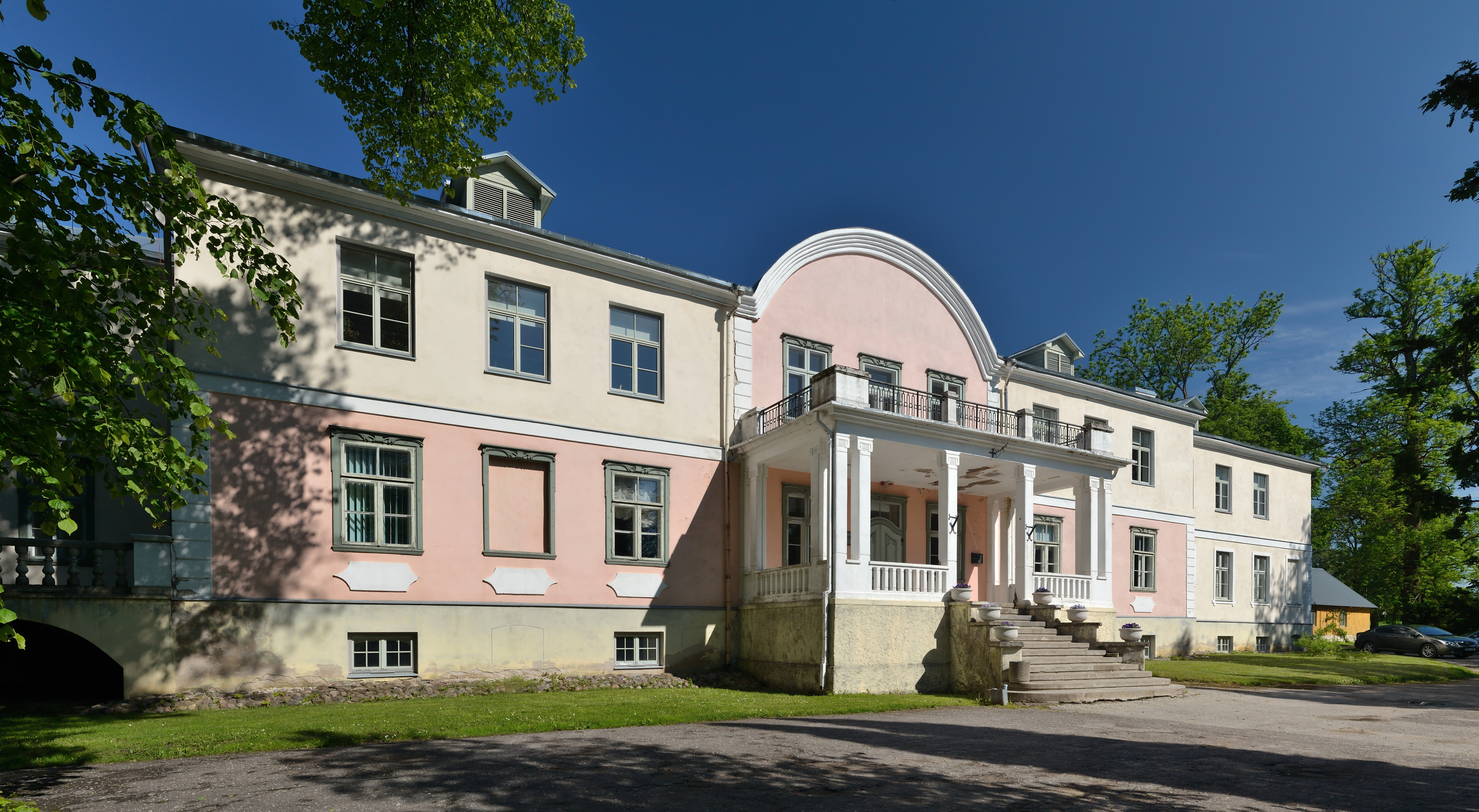
Главное здание мызы Луденгоф (Лууа)
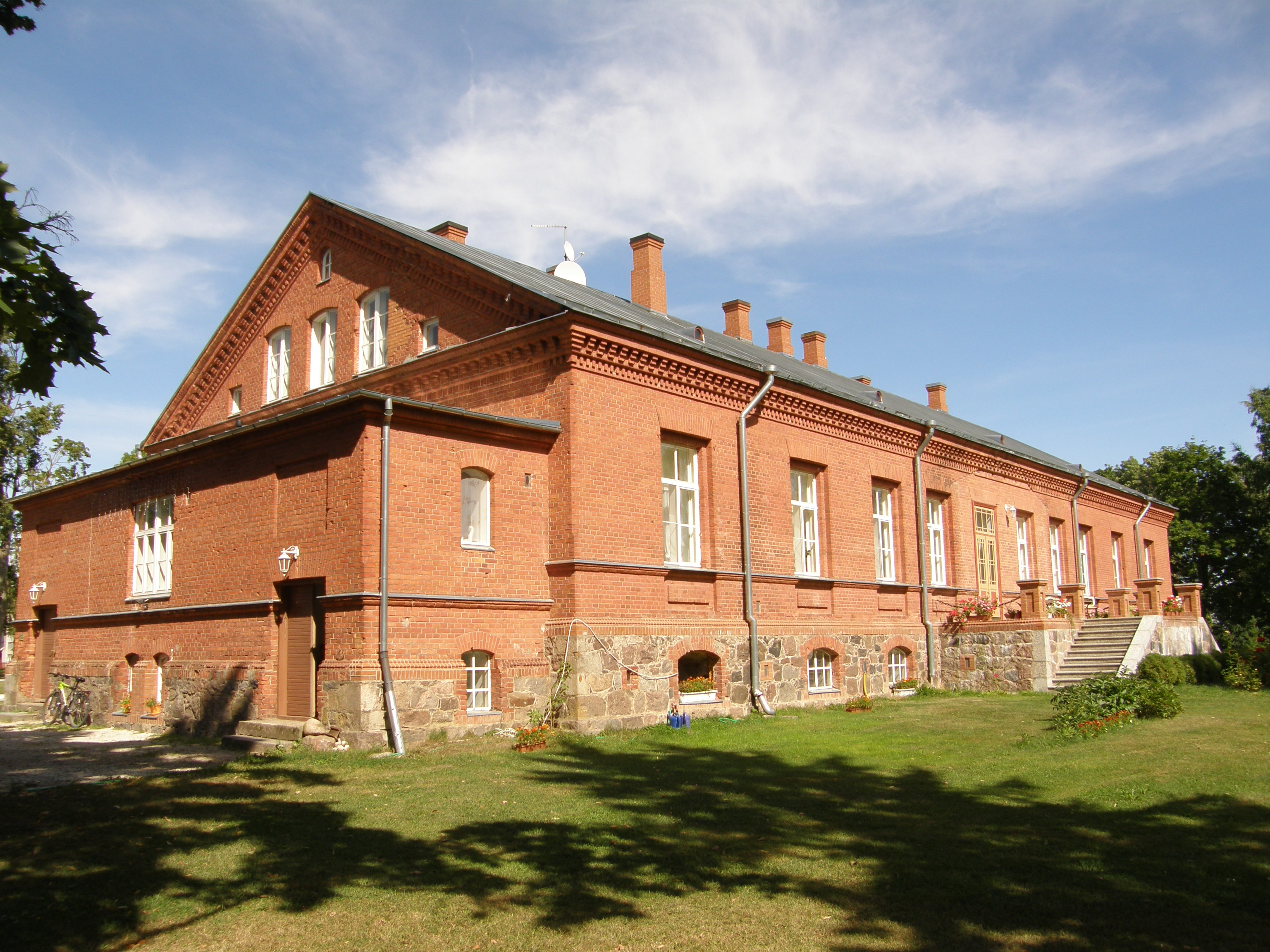
Главное здание мызы Кудинг (Кудина)
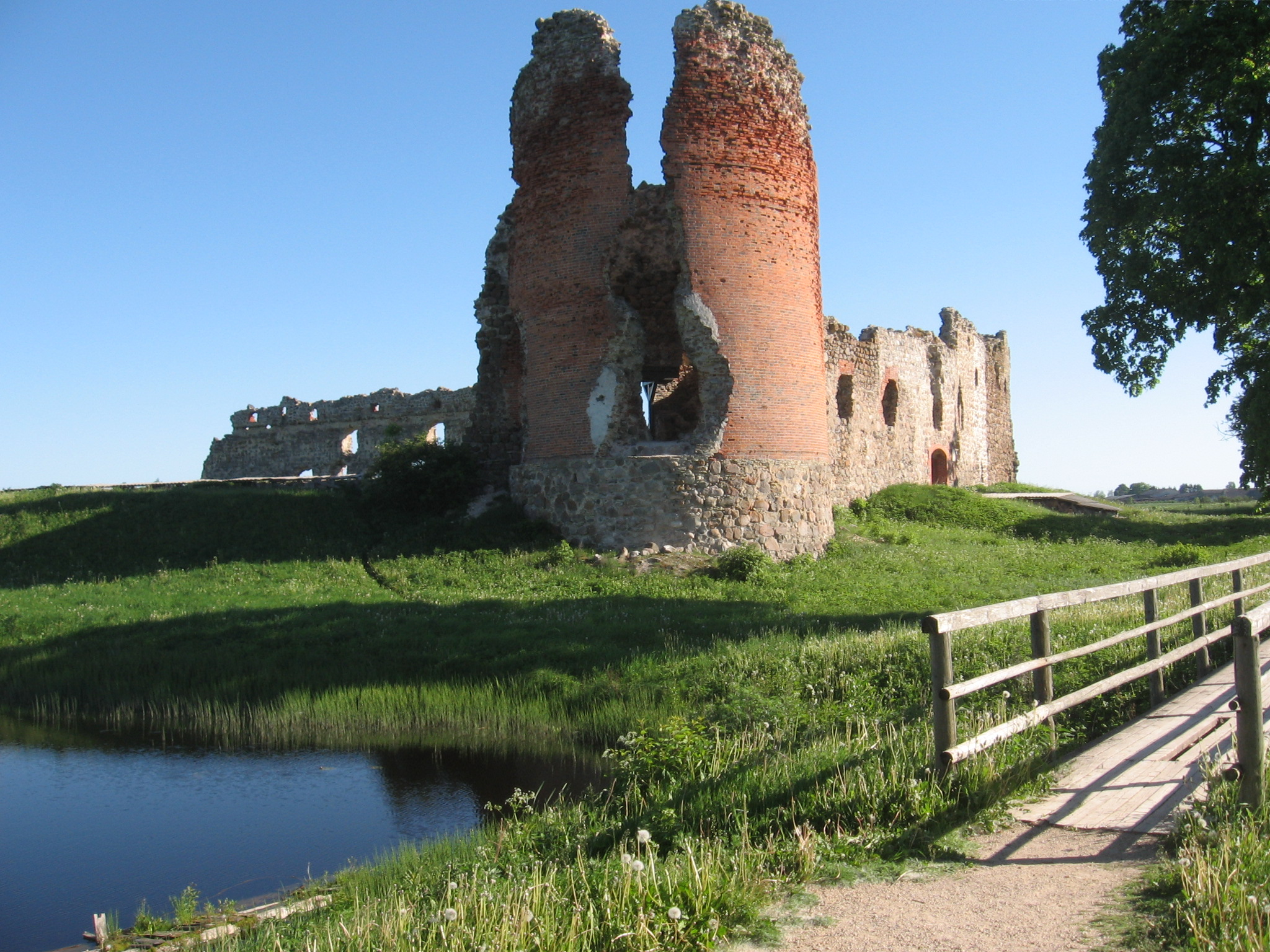
Руины замка Лайс (Лайузе)
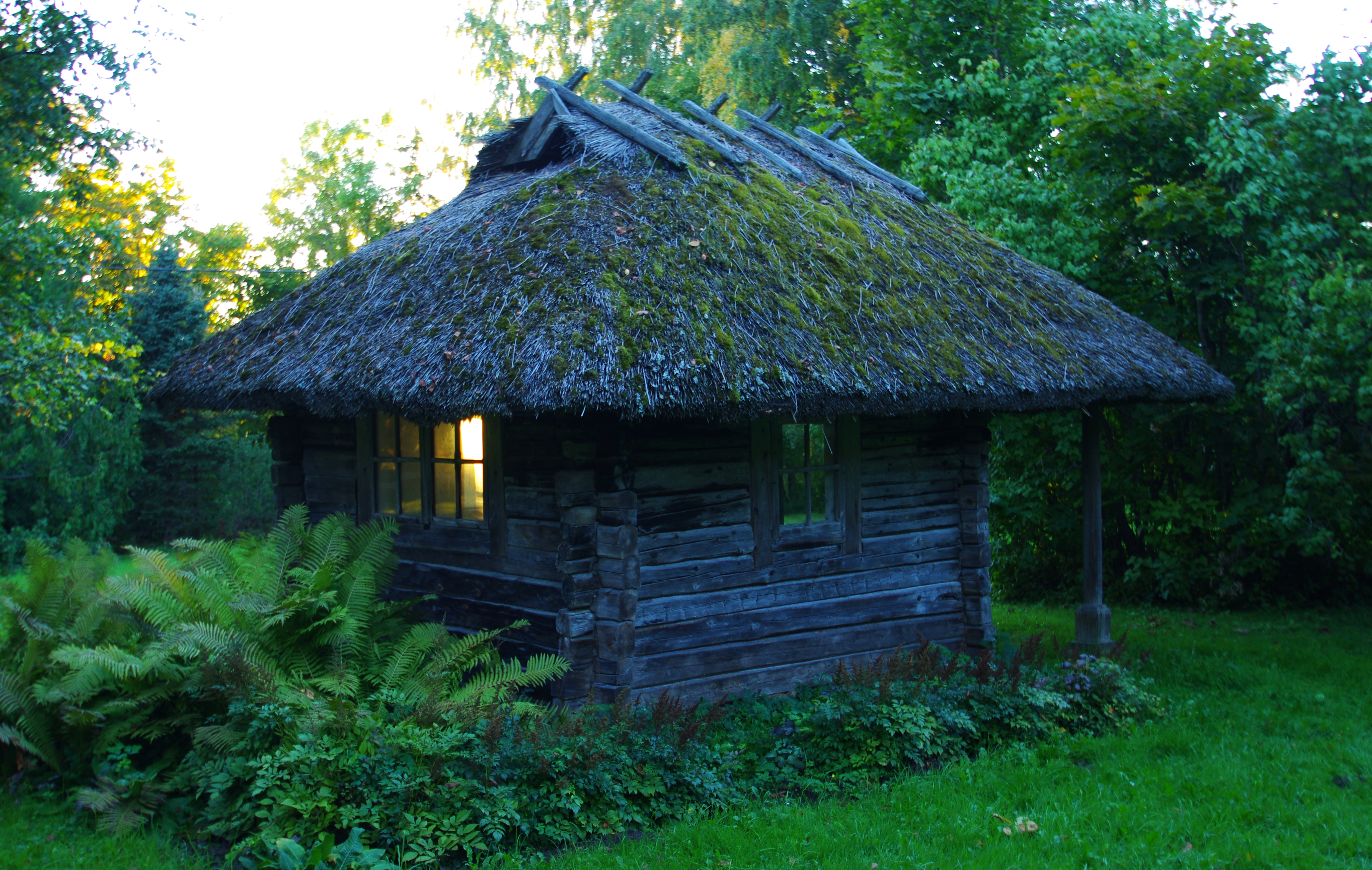
Домик мира Кярде

## Комментарии
1. ↑  Эстонские топонимы, оканчивающиеся на -а, в русском языке не склоняются[9], а род получают по родовому слову, например, деревне присваивается женский род, хотя в эстонском языке нет категории рода.